# Трънска махала
„Трънска махала“ е малък квартал на град София, България, разположен в район „Люлин“, на 8,4 километра северозападно от центъра на града.
Намира се на десния бряг на река Банска между кварталите „Филиповци“ и „Република“ и е ограден от невключени в определен квартал обработваеми земи и промишлени терени.

## Улици и произход на имената им
| Път          | Наречен на                   | Местоположение |
| ------------ | ---------------------------- | -------------- |
| „Земеделска“ | Земеделие, стопанска дейност | Карта          |